# Banna'i

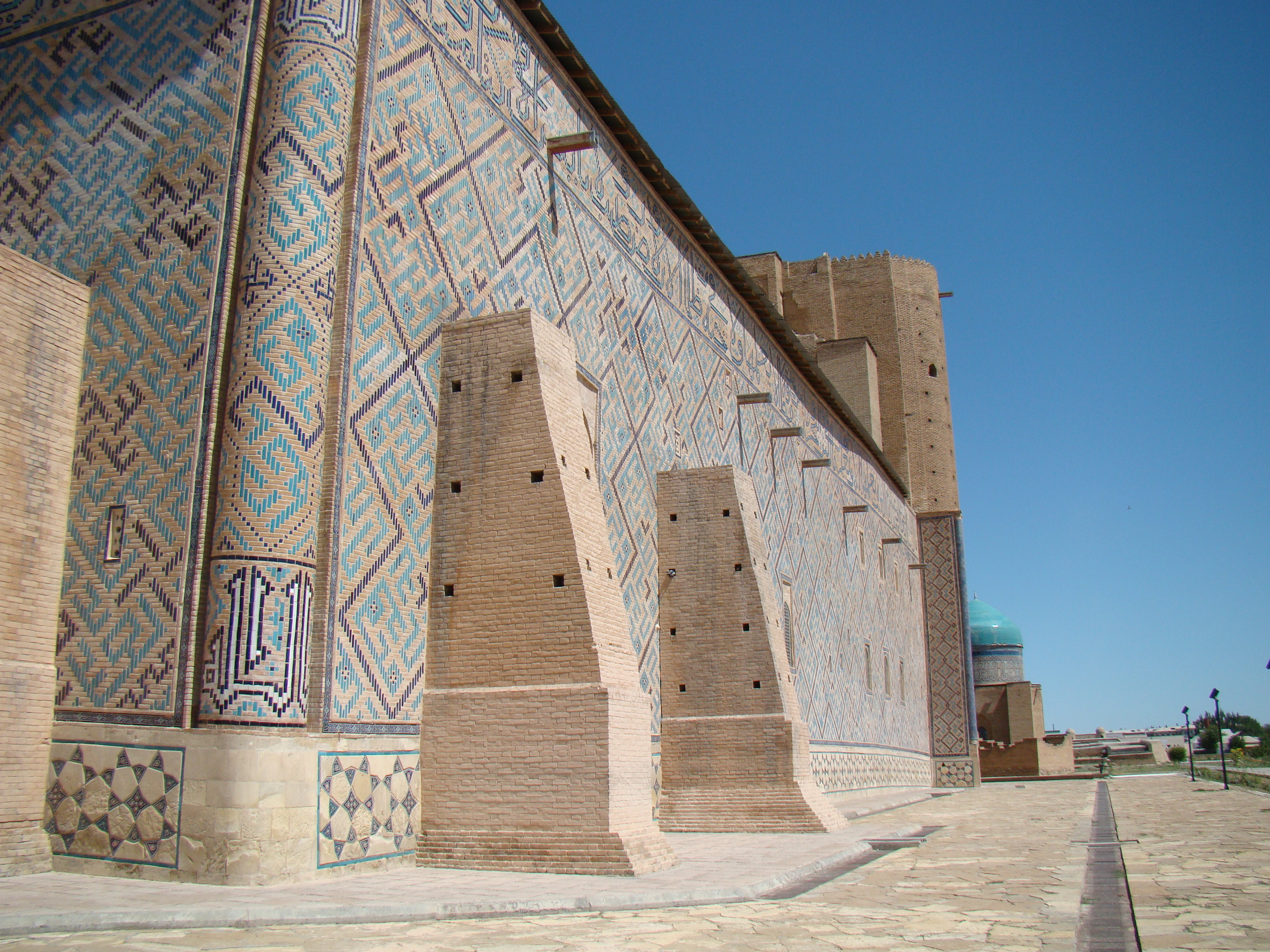
Enladrillado de estilo banna'i en el Mausoleo de Khoja Ahmed Yasavi.Los ladrillos azules conforman los nombres de Alá, Mahoma y Ali, para lo que se utiliza la caligrafía cúfica geométrica.

En la arquitectura iraní, banna’i  («técnica del constructor» en persa) es un arte decorativo arquitectónico en el que se alternan azulejos esmaltados con ladrillos lisos para crear patrones geométricos sobre la superficie de una pared o para escribir nombres sagrados o frases devotas. Esta técnica se originó en Siria e Irak en el siglo VIII, y maduró en la época selyúcida y timúrida, ya que se extendió a Irán, Anatolia y Asia Central. 
Si el juego de ladrillos está en relieve, se conoce entonces como hazarbaf (del persa hazar «mil» y baf «tejidos», en referencia al aspecto entretejido de los ladrillos). 

## Historia

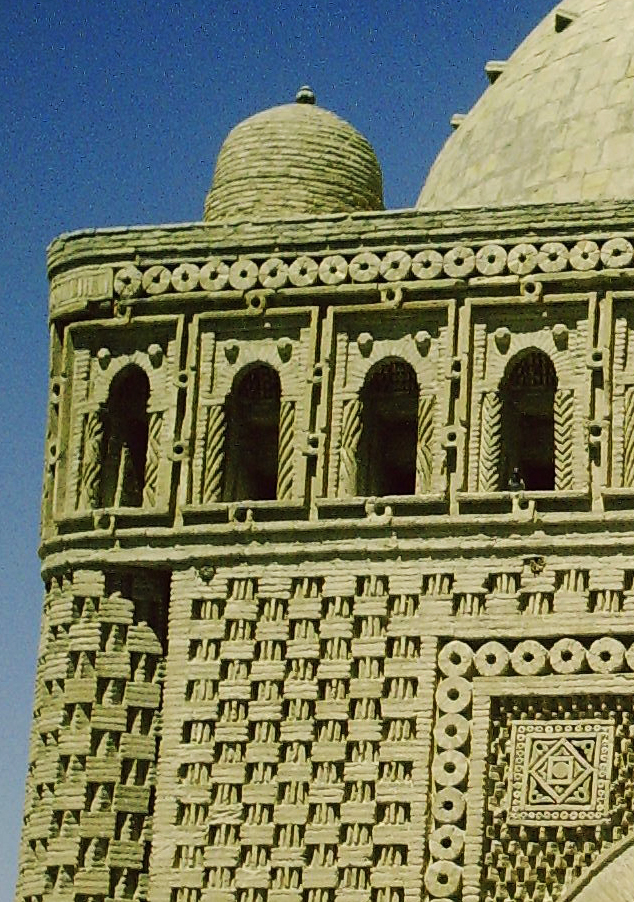
Las paredes del Mausoleo de Ismail Samani (o) son uno de los primeros ejemplos de hazarbaf, un tipo de enladrillo con estampado entrelazado.

El ejemplo más antiguo que se conserva de enladrillado decorativo con ladrillos de colores se encuentra en la puerta de la ciudad de Raqqa (722 d. C.), mientras que el primer ejemplo conocido de hazārbāf se encuentra en el Palacio de Ujaydir cerca de Bagdad, construido en torno al año 762. Esta técnica apareció en Irán y en Asia Central más de un siglo después, pero con diseños más sofisticados. La tumba del gobernante de la familia Samanid, Ismael, en Bujará (Uzbekistán), tenía paredes con ladrillos salientes y empotrados que creaban un estampado entrelazado. 
Las técnicas del enladrillado islámico se volvieron más sofisticadas a lo largo de los siglos. En el siglo XI, el uso de ladrillos de múltiples tamaños y la variación en la profundidad de la junta entre ladrillos proyectaban sombras que contrastaban fuertemente con las líneas horizontales de las filas de ladrillos (por ejemplo, el Mausoleo de Arslan Jadhib en el complejo de Sang Bast). Se colocaron filas de ladrillos en el interior de la fachada del edificio y por encima de este para crear espacios positivos y negativos (en el minarete de Damghan, por ejemplo, y en la torre de Pir-i-Alamdar). El minarete de Chechel Dokhtaran en Isfahán (construido entre 1107 y 1108) es uno de los primeros ejemplos de enladrillado con triángulos, cuadrados, octógonos y diseños cruciformes (otro ejemplo, el minarete de Saveh, que impulsó el enladrillado con caligrafías cúfica y nasji). El monumento Gunbad-i-Sorkh en Azerbaiyán (construido en 1147) está compuesto por diez tipos diferentes de ladrillos tallados en las columnas de las esquinas. 
En el siglo XII en Azerbaiyán los ladrillos se combinaban con azulejos. Normalmente estos ladrillos eran de color azul cobalto o turquesa. 

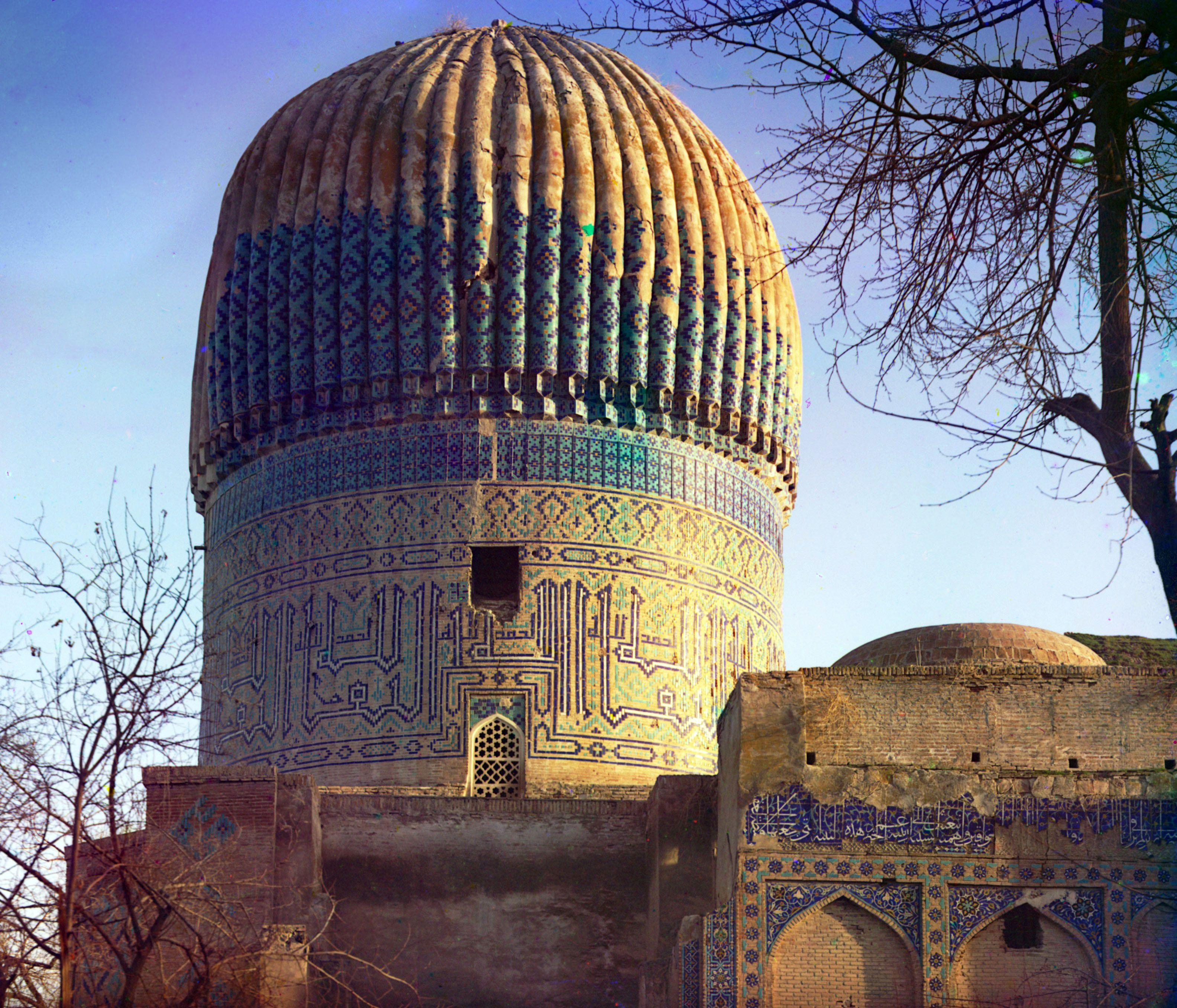
La tumba de Timur está cubierta de inscripciones religiosas hechas con ladrillos de colores.

En el minarete de la ciudad de Gazni, construido en torno al año 1100, encontramos el primer ejemplo de caligrafía grabada en ladrillo. En este minarete afgano podemos leer el nombre del gobernante gaznaví Masud III y sus respectivos títulos. Para crear dicha inscripción se insertaron trozos de terracota entre los ladrillos. Algunas edificaciones posteriores se sirvieron de la sombra proyectada por ladrillos en relieve para escribir palabras, mientras que otras utilizaron ladrillos de diferentes colores. Está práctica llevó finalmente al recubrimiento total de los edificios de ladrillo con inscripciones sagradas que ensalzaban los nombres de Alá, Ali y Mahoma. 
Se cree que el cúfico geométrico, una versión de la caligrafía cúfica árabe que consta tan solo de ángulos cuadrados, es una adaptación arquitectónica de dicha caligrafía. La escritura cúfica se conseguía utilizando ladrillos cuadrados.
- Datos: Q4856840
- Multimedia: Banna'i / Q4856840